# سرخ‌آویزسانان
سرخ‌آویزسانان (نام علمی: Berberidopsidales) نام یک راسته از دولپه‌ای‌های نو است.